# Pădureni (Timiș)
Pădureni è un comune della Romania di 1526 abitanti, ubicato nel distretto di Timiș, nella regione storica del Banato. 
Pădureni è divenuto comune autonomo nel 2004, staccandosi dal comune di Jebel.